# Heterospilus quaestor
Heterospilus quaestor är en stekelart som först beskrevs av Alexander Henry Haliday 1836.  Heterospilus quaestor ingår i släktet Heterospilus och familjen bracksteklar. Inga underarter finns listade i Catalogue of Life.